# Noguer comú
La noguera comuna, noguer comú, noguera europea, noguera vera, nouer, nouera o anouer (Juglans regia) és un arbre silvestre, subespontani o conreat dins del gènere Juglans de la família Juglandaceae. És l'única noguera conreada a Europa pels seus fruits anomenats nous o anous i nogues (rossellonès).
No és segur si és originari dels Balcans o de l'Iran.
És considerada com espècie en risc d'extinció per la IUCN.

## Descripció

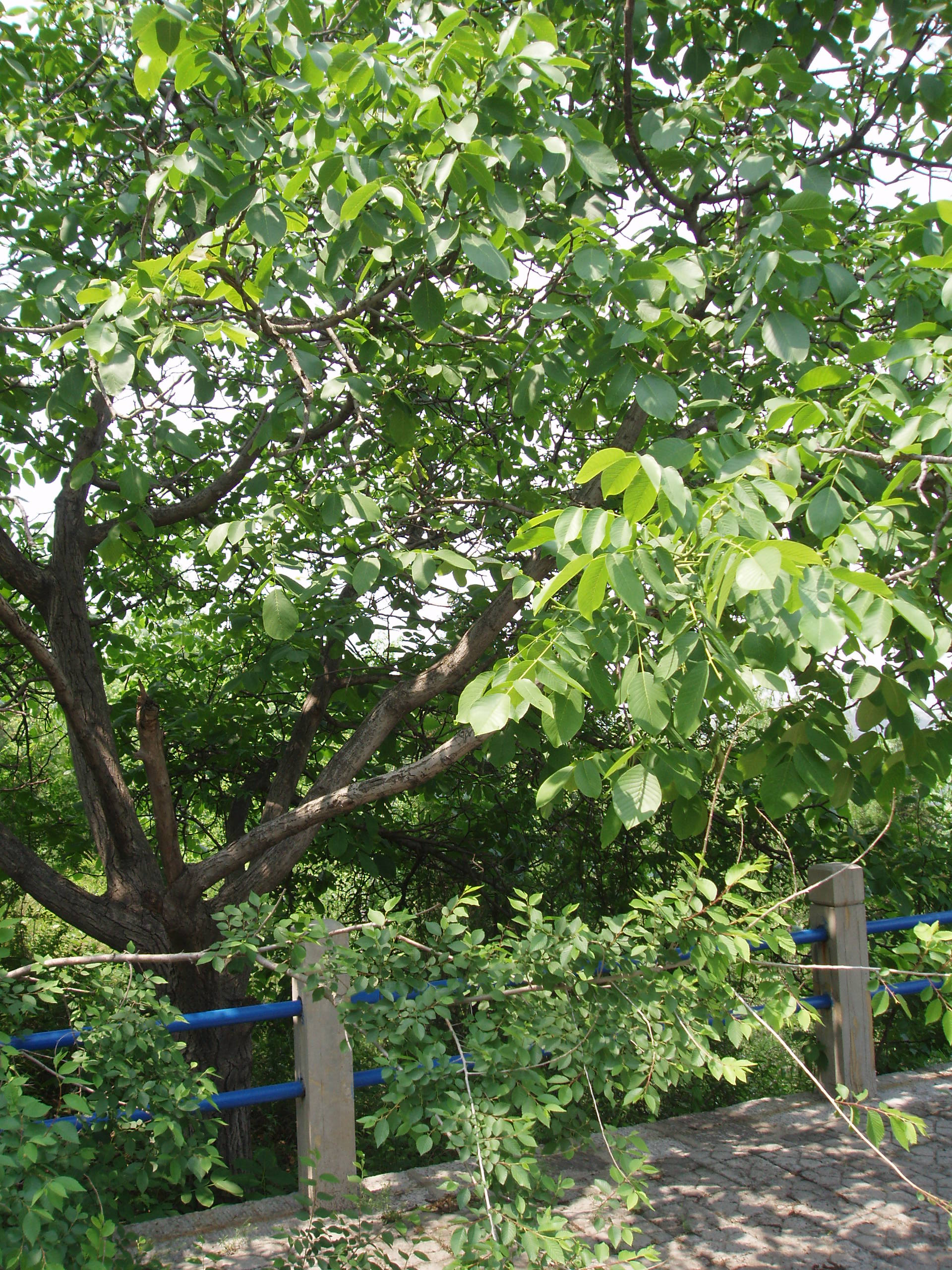
Noguer (Juglans regia)

És un arbre caducifoli monoic corpulent, d'una alçària de 10-35 m metres, de capçada àmplia i voluminosa. En els exemplars més desenvolupats, aquesta capçada pot començar a poca distància del terra. El tronc acostuma a ser ample, s'han trobat alguns exemplars de 5 metres de diàmetre, i es buida en els exemplars vells. Té l'escorça esblanqueïda, llisa, que s'esquerda amb el pas dels anys. Les branques joves són gruixudes i amb nusos, amb la medul·la típicament buida i dividida mitjançant separadors transversals.
Fulles caduques, alternes imparipinnades, grans, compostes, amb 5 o 9 folíols. El final de la fulla és més gran que els laterals. La vora és bastant llisa.
El noguer perd les fulles a l'hivern i a la primavera l'hi tornen a sortir al mateix temps que les flors, de les que n'hi ha de masculines i de femenines. Les fulles tenen un pecíol llarg amb una fullola a la punta i 2-3 parelles als costats; quan surten tenen un color vermellós però en madurar es tornen verdes.
Cada flor femenina, presenta un ovari que és ja una nou petita on a l'extrem superior hi ha el calze i del mig surten dues banyes que són els estigmes (la flor corona el fruit). Les flors masculines surten del lleny de l'any anterior per sota de les femenines en forma de ramells, és un ament (moc). Es pol·linitza pel vent.
Els fruits són drupes, en grups d'1-4 globulosos, consten d'una capa carnosa fina, glandulosa i glabra, de color verd (pelló), que s'ennegreix i s'esquerda a la maduresa. En el seu interior es troba la nou, formada per una coberta dura que s'obre en dos parts, les línies de soldadura de les quals no coincideixen amb la soldadura dels carpels, sinó amb els nervis mitjans d'aquests. A més, té 2 o 4 falsos envans incomplets. Allotja a l'interior una llavor amb quatre lòbuls, rica en olis. Comença a produir fruits cap als 10 anys.

## Ecologia i conreu
Els anouers se situen al sud-est d'Europa i oest d'Àsia. Des del nord de Grècia fins a l'Himàlaia, passant pels Balcans. Destaca la seva presència a la Xina, l'Iran, Armènia (silvestre) i Amèrica del Nord (especialment Califòrnia). Generalment, en zones temperades. Distribució: taula a noguer.
Tradicionalment hi havia arbres aïllats al voltant de les cases de pagès o als pobles que no corresponien a cap varietat en concret, ja que sovint provenien de reproducció sexual a través de la sembra de les nous. El conreu extensiu es va iniciar a Califòrnia amb les varietats americanes de gran calibre. També es conreen varietats franceses de millors qualitats organolèptiques, però més petites. Actualment hi ha plantacions intensives als Països Catalans, per exemple al Segrià, la Noguera o al Bages.
La problemàtica d'aquest conreu és d'una banda que tarda molts anys a començar a donar fruit i de l'altra que és una espècie molt afectada per bacteriosi. Les glaçades tardanes de primavera si coincideixen amb la floració poden deixar sense collita l'arbre, ja que les flors no suporten més enllà d'un grau sota zero. Només altes temperatures a l'estiu donen calibres grossos que són els preferits pel mercat, malgrat que les varietats petites tenen millor gust. Les plantacions intensives sempre són en regadiu.

## Usos farmacològics
Les fulles del noguer tenen importants quantitats de tanins de tipus gàlic i el·làgic. També hi són presents naftoquinones fonamentalment la juglona, que cristal·litza de color taronja i té un sabor amarg. Concretament, és la 5-hidroxi-1,4-naftoquinona. A més en la coberta del fruit hi ha olis essencials que serveixen per aromatitzar les conegudes ratafies del Pallars. Com a principis actius també hi són presents l'inositol, els derivats flavònics i la vitamina C. Les fulles i la nogalina (cloves verdes dels fruits), contenen abundants tanins que li confereixen la seva important propietat astringent.
Són coneguts els seus efectes com antidiarreic per l'efecte astringent dels tanins i com astringent dermatològic també per l'efecte d'aquests mateixos tanins sobre la pell. Els usos aprovats per la Comissió E del Ministeri de Sanitat d'Alemanya són exclusivament davant dermatitis inespecífiques. Altres usos tradicionals reconeguts són en el tractament de la diarrea aguda d'origen bacterià o no i, sobretot, per guarir infeccions parasitàries intestinals. Altres usos més tradicionals són envers afeccions dèrmiques com cremades, úlceres dèrmiques o prurit.

## Usos medicinals

### Ús intern
Diarrea: fulles, pel seu contingut en tanins, són astringents i poden utilitzar-se per combatre la diarrea. Cal la decocció d'una culleradeta de fulles seques fetes esmicolades per got d'aigua durant 10 minuts. Cal prendre un parell de gots al dia.
Hipotiroïdisme: les nous, especialment les nous verdes, contenen components que estimulen la producció de les hormones tiroidals. Cal la decocció de 4 nous per litre d'aigua durant 20 minuts. Beure dues tasses d'aigua. Menjar nous fresques o utilitzar l'oli de nous cru en amanides.
Suor: la preparació anterior també pot utilitzar-se per tractar l'excés de suor.
Tènies i solitàries: l'oli de noguera s'ha utilitzat per expulsar aquests paràsits de l'intestí. Per sopar, amanir un plat de patates bullides amb 60 gr d'oli de noguera.

### Ús extern
Les propietats astringents, antifúngiques i antisèptiques que exerceixen les juglones de les fulles i les cobertes de les nous, s'utilitzen com bactericides i vulneràries.
- En el tractament extern de la pell: infusió al 10% de fulles seques en un litre d'aigua. Aplicar compreses mullades sobre la zona afectada. També, afegir un grapat de fulles seques dins l'aigua del bany. Per al tractament de la sarna, s'ha de coure un grapat de closques de nou en un litre d'aigua fins que l'aigua disminueixi al 50%. Rentar-se amb aquesta aigua.
- Prevenció de la caiguda del cabell. Una aplicació de la infusió anterior sobre el cabell ajudarà a prevenir la seva caiguda. També s'ha proposat l'extracte del pericardi.
- Tractament de les infeccions vaginals. Un rentat amb aquesta infusió ajudarà a eliminar els microorganismes del fluix vaginal.
- Afeccions en l'aparell respiratori. Les propietats astringents i bactericides d'aquesta planta poden aprofitar-se per realitzar gargarismes per a tractar afeccions de l'aparell respiratori com les angines i la faringitis.
- Prevenció del carrall a les dents. Fer glopeigs amb la infusió prèviament explicada.

## Altres usos
Les juglones constitueixen un colorant natural utilitzat per la fabricació de tints per als cabells, molt utilitzat en la indústria de la cosmètica, anomenat nogalina. La fusta de noguer es considera la més apreciada i preuada de les fustes europees. En ebenisteria se'n fan objectes com pianos o culates d'escopeta. De vegades es conrea només per la fusta sense interessar les nous i aleshores es pot fer en terres més fredes. Dona bona llenya i bon carbó.

## Les nous

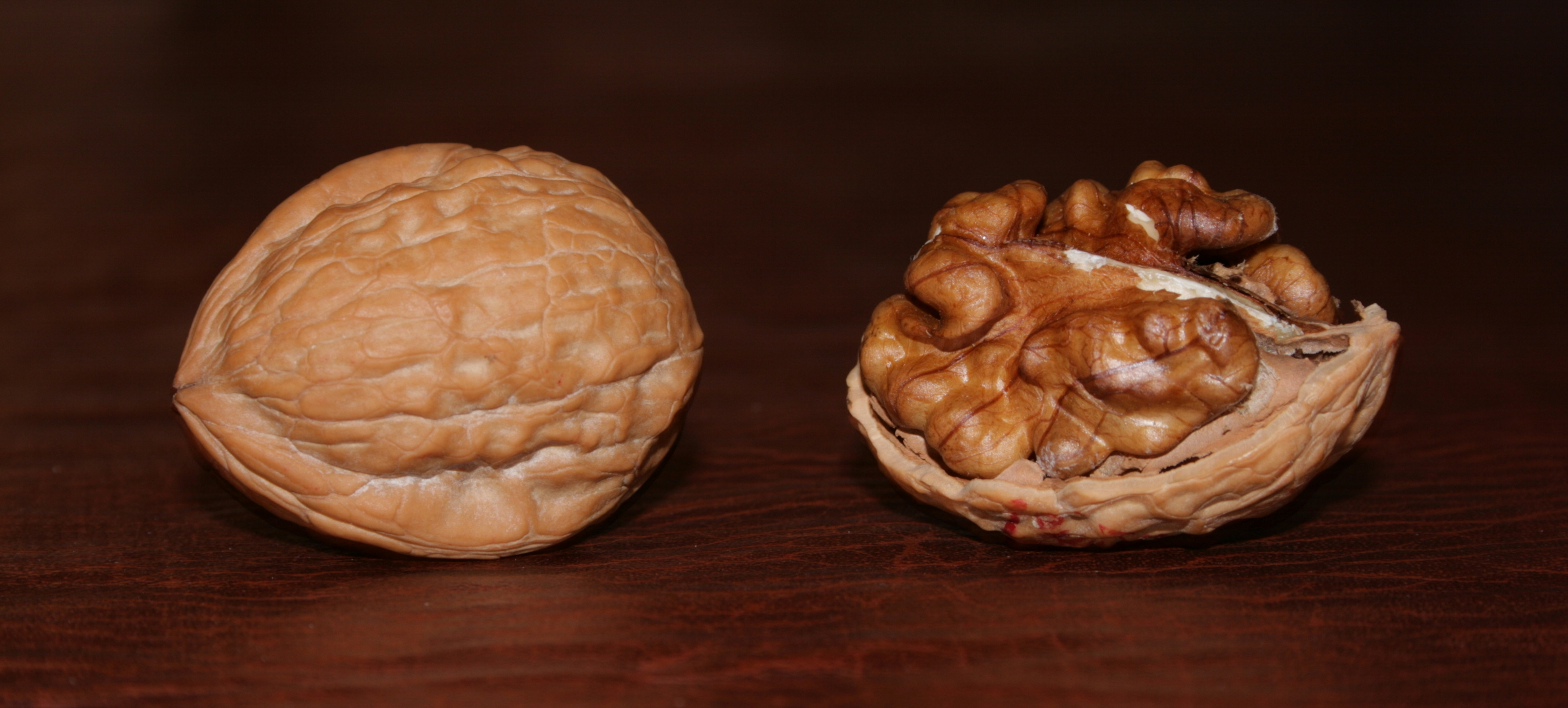
Nous

Les nous o anous destaquen pel seu contingut en olis vegetals poliinsaturats. De les nous s'obté comercialment l'oli de nou de noguer amb diversos usos. Encara que l'oli conté àcid oleic (monoinsaturat) com l'oli d'oliva, el provat efecte reductor del colesterol és degut a la seva riquesa en àcid linoleic i alfal·linolènic (poliinsaturats). Aquests darrers olis també fan que sigui útil en la prevenció de malalties en el circuit circulatori. La ingesta habitual de nous permet reduir fins a un 50% el risc de patir aquestes malalties, com l'infart de miocardi o l'angina de pit, per tant es poden considerar antianginoses.
A més, aquests olis augmenten l'elasticitat arterial, prevenen la formació de coàguls i rebaixen la tensió arterial. Aquesta capacitat d'afavorir la circulació de la sang és deguda a la transformació de l'àcid alfalinoleïc en prostglandines responsables d'evitar l'aparició d'aterosclerosis.
Menjar unes 5 nous 5 cops per setmana, en comptes d'altres fonts animals com el llard o la carn animal, és una bona manera de cuidar el cor. No obstant això, cal recordar que les nous, com la majoria de fruita seca, proporcionen una elevada quantitat de calories.
Són una bona font de vitamina E i calci, aporten també una petita quantitat de vitamina C i B, i zinc, són un Antianginós natural.
Les nous i altres fruits secs són fonts d'al·lèrgens alimentaris que poden causar reaccions al·lèrgiques mediades per IgE potencialment mortals en algunes persones.

## Imatges

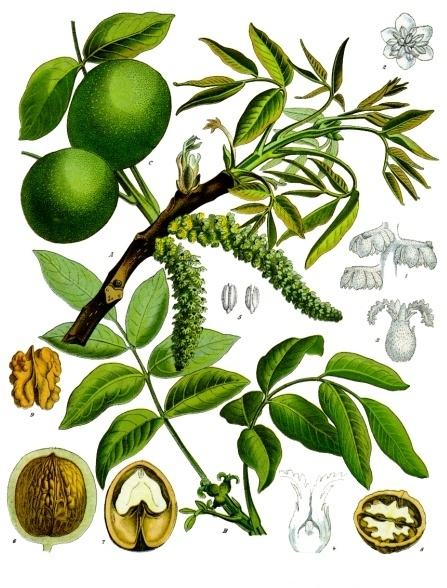
il·lustració
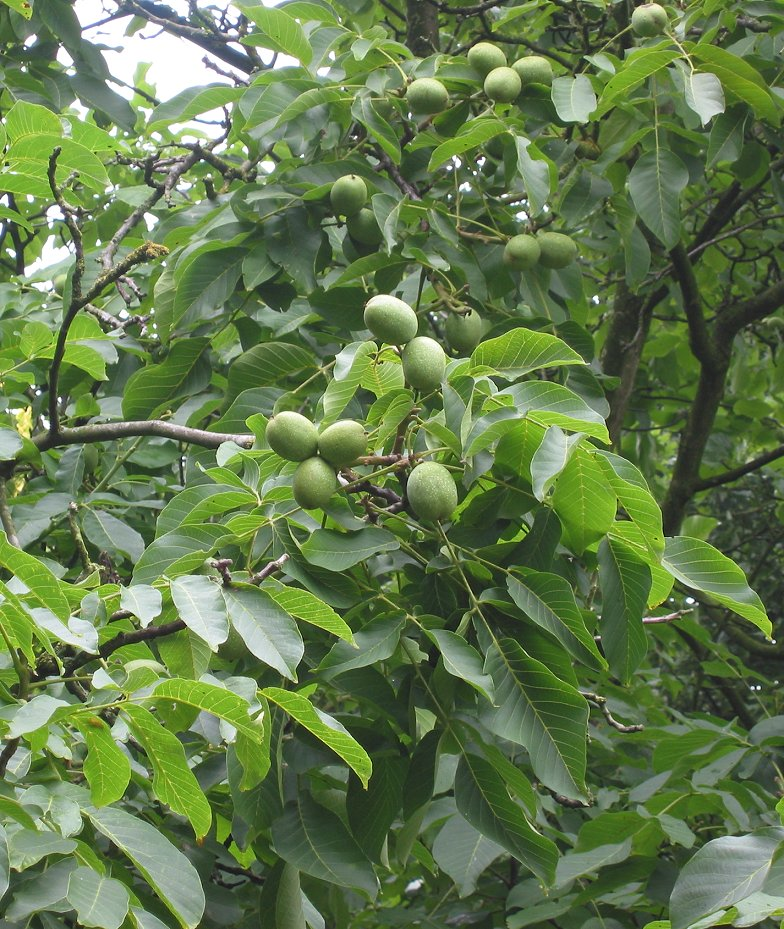
branca
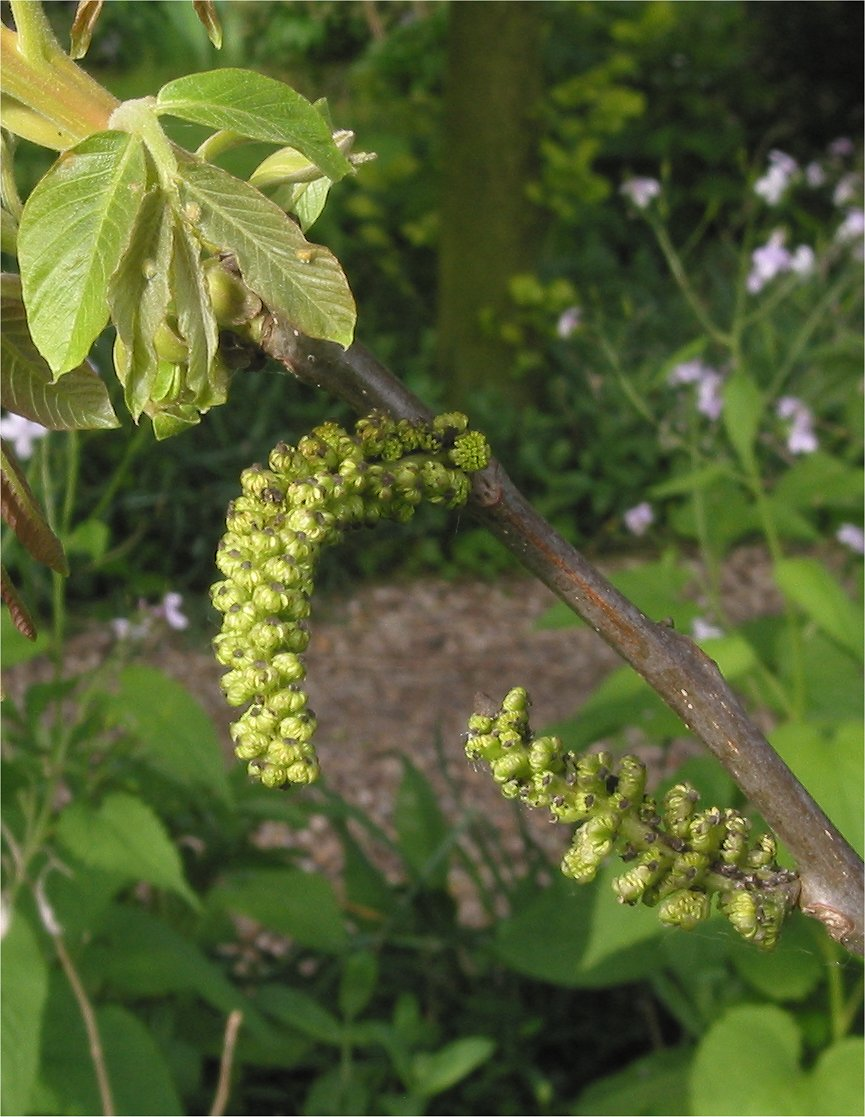
flors masculines
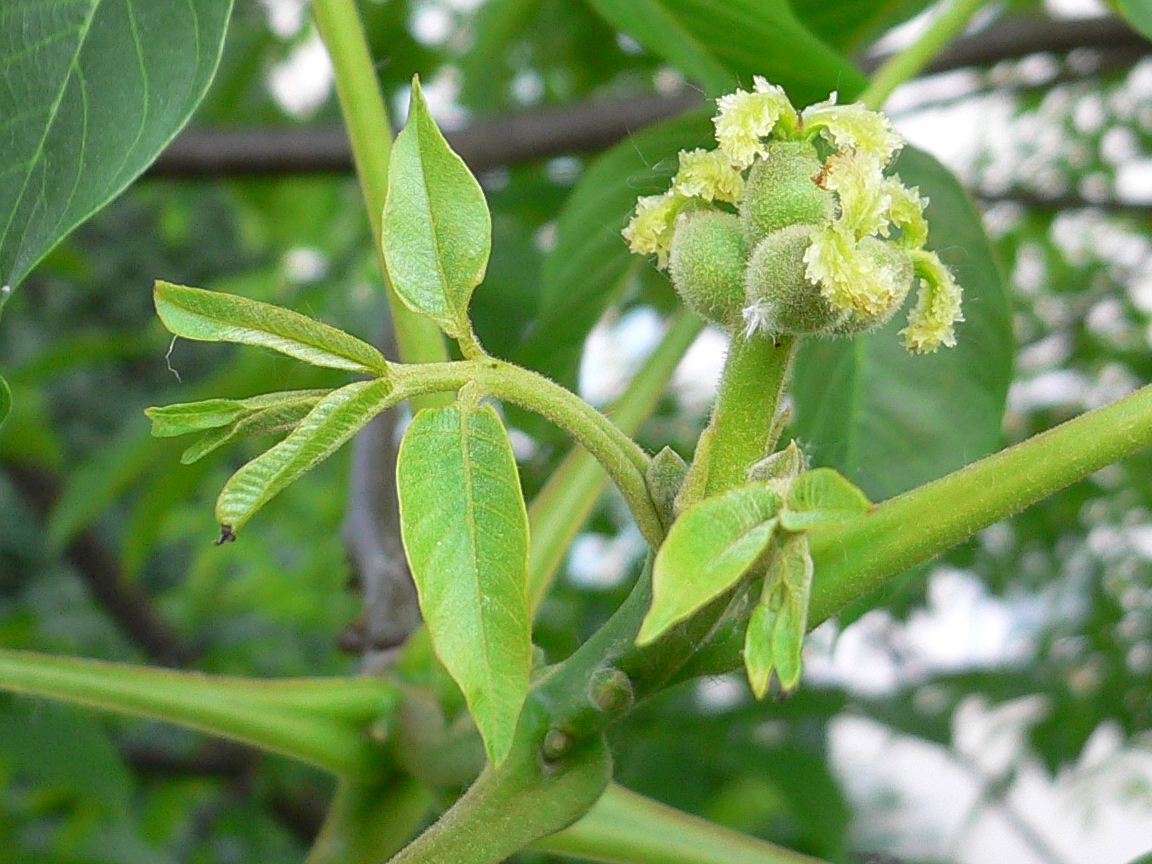
flors femenines
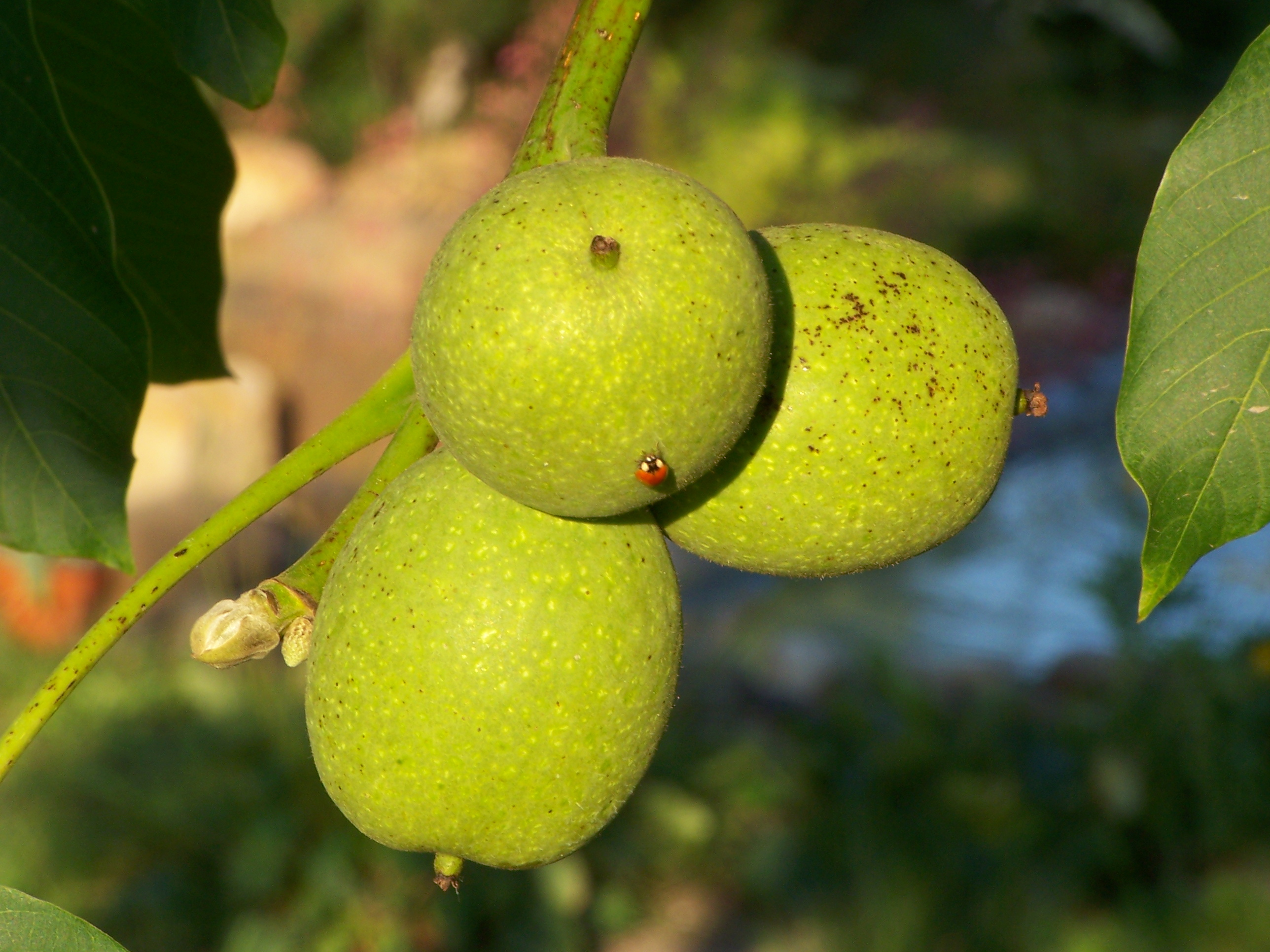
fruits verds a l'arbre
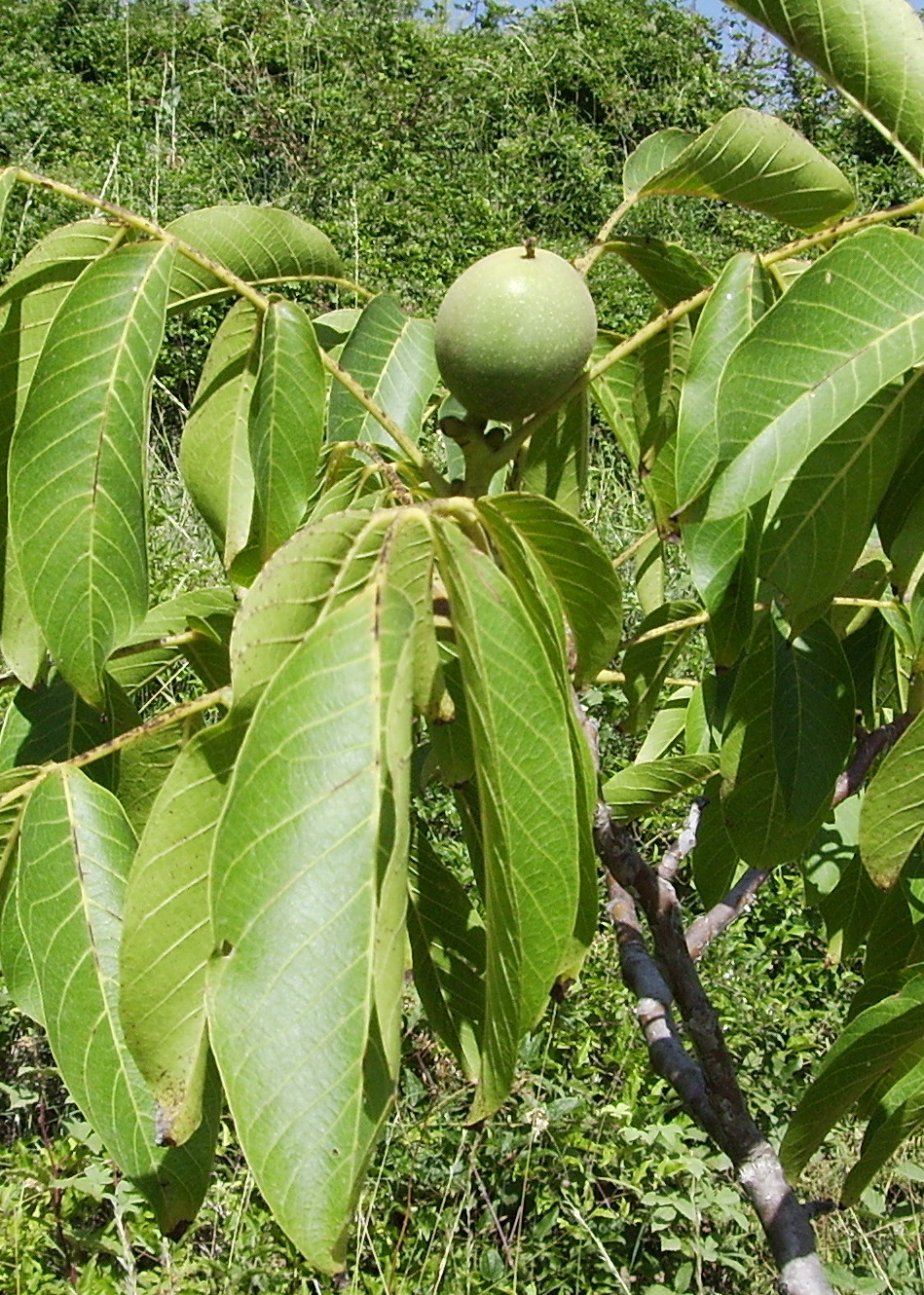
Noguer espontani a Castelltallat
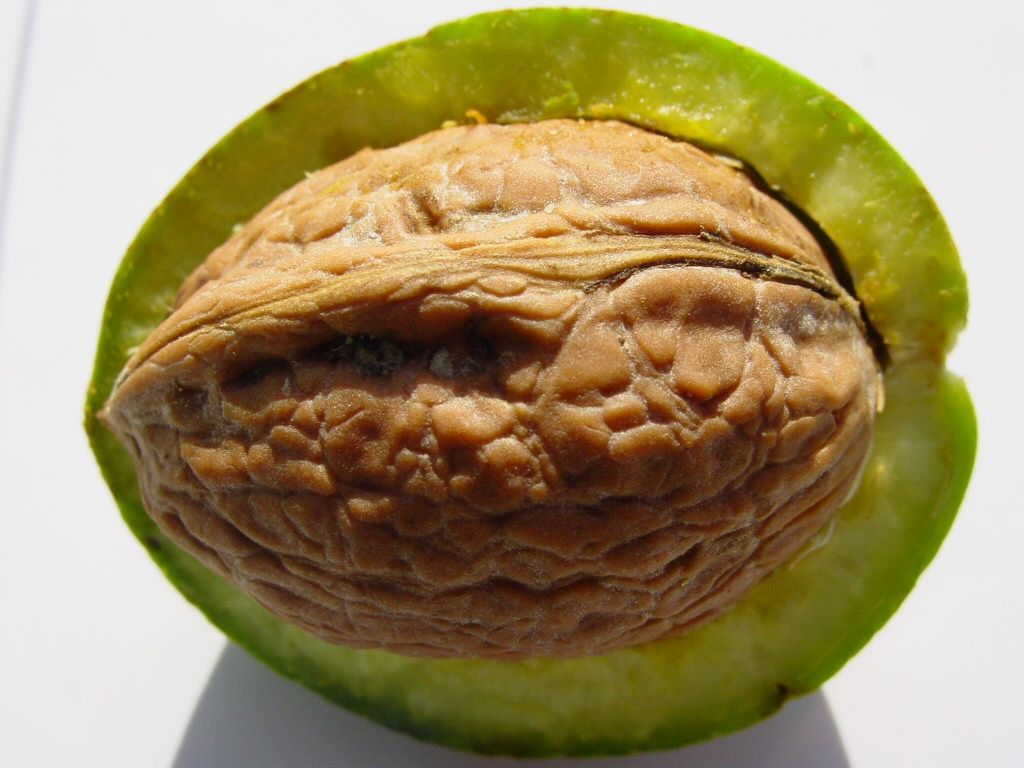
tall del fruit tipus drupa
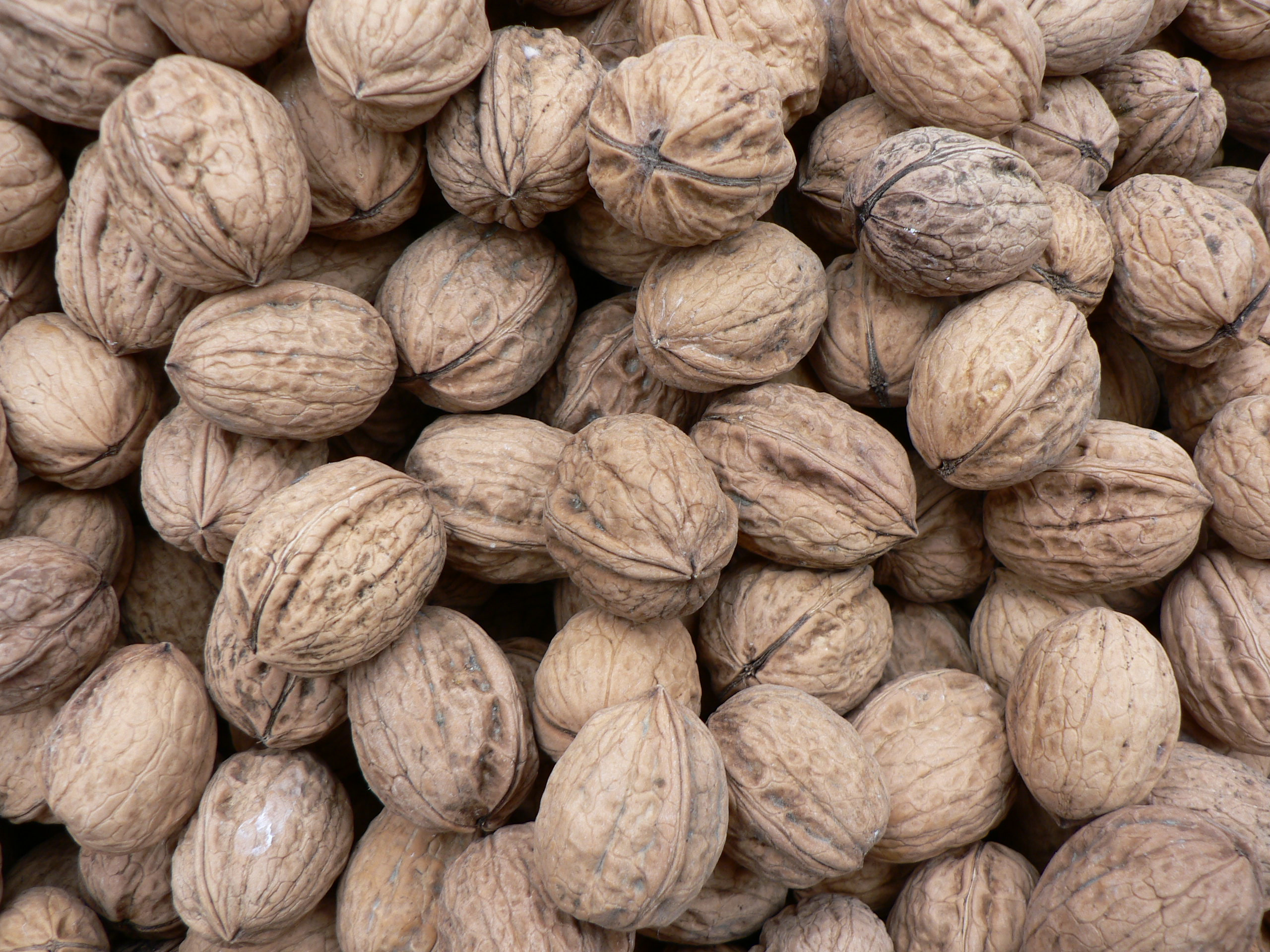
nous
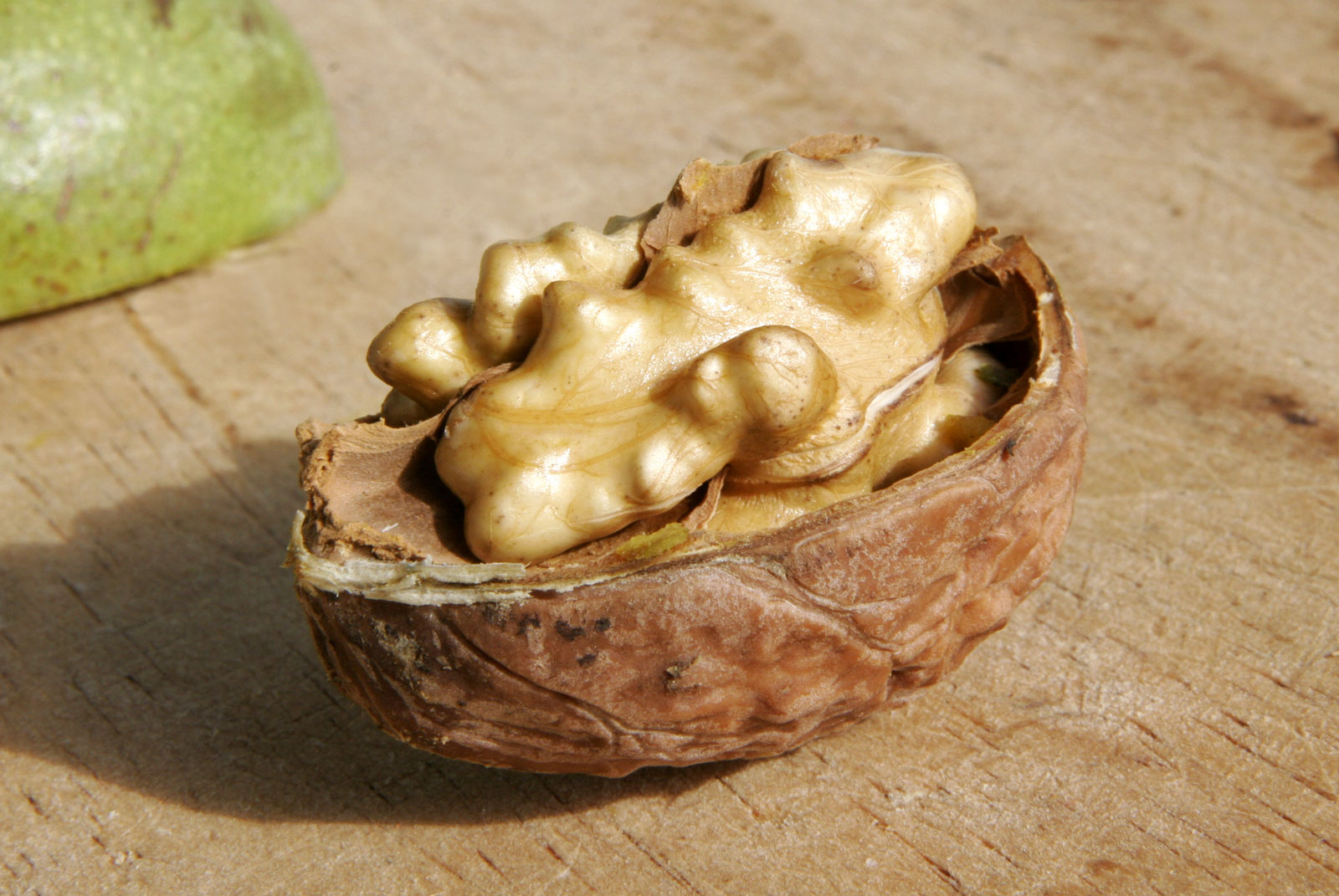
nou oberta
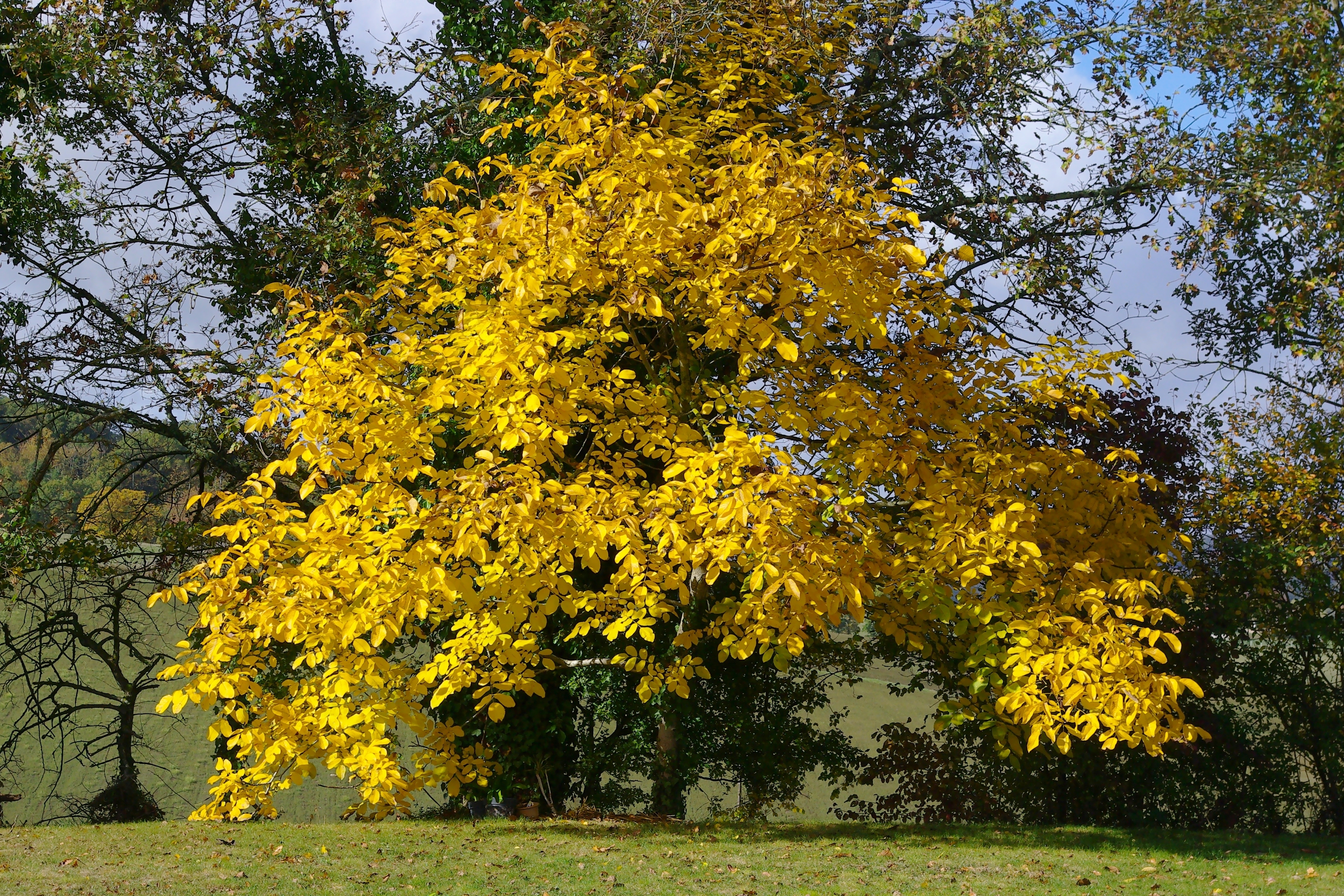